# Тахір і Зухра (фільм)
Тахір і Зухра (рос. Тахир и Зухра) — фільм радянського кінорежисера Набі Ганієва. Фільм знятий за мотивами узбецької народної легенди.
Прем'єри фільму відбулися у: Австрія (19 липня 1946 року), Фінляндія (20 вересня 1946 року), Швеція (3 березня 1947 року).

## Сюжет
Відкривається фільм панорамою барвистого східного базару. Глашатай урочисто повідомляє новину - про народження в Бабахана дочки - Зухрі. Багір, відданий хану воїн, вирішив поєднати долю сина Тахіра, який також народився в цей день, з долею дочки хана.
До того як Тахір зрозуміє підступні інтриги придворних вельмож, їх прагнення до влади, до того як він свою велику любов подарує зростаючою з ним поруч Зухрі, хан встигне змінити своє рішення — він не захоче сина простого воїна назвати нареченим своєї доньки, не захоче свою кров змішати з потомством «нікчемного раба».
Бабахан вирішив позбутися від невідповідного нареченого для своєї дочки і віддає наказ скинути його в скрині в бурхливу річку.

## Цікаві факти
- «Тахір і Зухра» — перший повнометражний звуковий художній фільм Ганієва.
- Легенда про Тахір і Зухра виникла в XV столітті при кривавому пануванні Чингізидів, коли вищим законом в країні шанувалася батіг, вищою чеснотою — грубе насильство.
- Спочатку режисерові було запропоновано створити фільм-спектакль, тобто без змін перенести на екран постановку драми Сабіра Аюдули зі сцени одного з узбецьких театрів. Однак Ганієв вирішив створити на основі народної легенди самостійний твір.
- Працюючи над музичним оформленням «Тахіра і Зухра», Ганієв і композитор Олексій Козловський одними з перших в узбецькому кіно широко використовували музичний фольклор, що і повідомило кінорозповіді яскраво виражений національний колорит.

## Актори
- Гулям Аглаєв — Тахір
- Юлдуз Різаєва — Зухра
- Асад Ісматов — Бабахан
- Шукур Бурханов — Кара-батир
- Раззак Хамраєв — Назім, історик
- Хікмат Латипов — придворний
- Рахім Пірмухамєдов — охоронець караван-сарая
- Абуд Джалілов
- Ергаш Карімов
- Венера Каріякубова — Зухра в дитинстві